# Kylie Masse
Kylie Jacqueline Masse (* 18. Januar 1996 in LaSalle, Ontario) ist eine kanadische Schwimmsportlerin, die sich vor allem auf Rückenschwimmen spezialisiert hat. Sie ist über 100 Meter Rücken Weltmeisterin von 2017 und 2019. Zeitweise hielt sie über diese Strecke auch den Weltrekord.

## Werdegang
Kylie Masse wuchs mit ihren beiden Geschwistern  auf und war im Hockeysport aktiv, bis sie als 12-Jährige zum Schwimmsport wechselte.
Bei der Sommer-Universiade 2015 gewann Masse die Goldmedaille über 100 m Rücken und war die CIS-Schwimmerin des Jahres 2015/16, als sie an der University of Toronto schwamm, wo sie seit 2014 Bewegungswissenschaft studiert.
Bei den kanadischen Trials, einem nationalen Wettbewerb, der eine wichtige Rolle bei der Zusammenstellung des Olympiakaders spielt, verbesserte Masse im Jahr 2016 den kanadischen Rekord über 100 m Rücken zweimal, erst auf 59,17 s in einem Vorlauf und schließlich auf 59,06 s im Finale. Masse qualifizierte sich damit für die Olympischen Sommerspiele 2016.

### Olympische Sommerspiele 2016
In Rio de Janeiro gewann sie bei den Olympischen Sommerspielen 2016 die Bronzemedaille über 100 m Rücken mit neuem kanadischen Rekord, als sie gleichzeitig mit der chinesischen Schwimmerin Fu Yuanhui anschlug.

### Weltrekord bei den Schwimmweltmeisterschaften 2017
Bei den Weltmeisterschaften 2017 in Budapest gewann Kylie Masse über 100 m Rücken mit einem neuen Weltrekord die Goldmedaille. Sie schwamm die 100 m in von 58,10 s und verbesserte den Rekord, der seit 2009 von der Britin Gemma Spofforth gehalten wurde, um zwei Hundertstelsekunden. Mit ihrem Titel in Budapest wurde Masse die erste kanadische Schwimmerin, die einen Weltmeistertitel gewinnen konnte. Im Juli 2018 wurde der Weltrekord mit 58,00 s von der US-Amerikanerin Kathleen Baker nochmals verbessert.
Bei den Pan Pacific Championships holte sich Kylie Masse mit 58,61 s im August 2018 die Goldmedaille.
Im Februar 2020 gewann Kylie Masse in Orlando über 100 m Rücken in 59,74 s und stellte die weltweit viertschnellste Zeit in diesem Jahr ein.